# Verfolgt (1951)
Verfolgt ist ein US-amerikanischer Kriminalfilm aus dem Jahr 1951 von Felix E. Feist mit Ruth Roman und Steve Cochran in den Hauptrollen. Der Film noir wurde von Warner Bros. produziert.

## Handlung
Bill Clark hat 18 Jahre für den Mord an seinem Vater im Gefängnis gesessen. Als er freigelassen wird, findet er sein neues Leben einsam und verwirrend. Er wird von einem Reporter, der auf der Suche nach einer Story ist, hintergangen. Der Reporter schreibt einen Artikel über den jüngsten Mörder des Bundesstaates, der mit 13 seinen Vater tötete. Bill macht sich auf den Weg nach New York und hofft, dort keinen sensationslustigen Reportern zu begegnen.
Bill lernt die professionelle Tänzerin Cathy Higgins kennen und freundet sich mit ihr an. Cathy zeigt ihm New York, was ihren Freund George Conover eifersüchtig werden lässt. Als George Bill k. o. schlägt, wird er von der panischen Cathy angeschossen. Bill kommt wieder zu sich und wird von Cathy überzeugt, dass er George angeschossen hat. Die beiden flüchten aus der Stadt, als sie im Radio hören, dass George, ein Polizei-Lieutenant, an der Verletzung gestorben ist.
Mit dem Auto von Cathys Bruder Frank wollen sie den Staat New York verlassen. Sie checken in einem Hotel unter den Namen Mike und Nikki Lewis ein und entscheiden sich, unter diesem Namen zu heiraten. Um sich zu tarnen, färbt sich Cathy von blond zu brünett um. Trotz aller Widrigkeiten kommen sich die beiden langsam näher. Als sie auf einen Zug warten, erzählt Bill Cathy, was vor 18 Jahren geschah. Er wollte seine Mutter vor seinem brutalen Vater beschützen. Er wurde selbst bewusstlos geschlagen. Als er wieder aufwachte, fand er seinen Vater erschossen auf. Da er keine Trauer empfand, wurde seine offensichtliche Erleichterung als Kaltblütigkeit gewertet. Er wurde daraufhin schuldig gesprochen und verurteilt.
Ohne ein eigentliches Ziel reisen Bill und Cathy westwärts. Sie werden von dem Ehepaar Henry und Stella Dawson mitgenommen, die mit ihrem Sohn Johnny auf dem Weg nach Salinas in Kalifornien sind. Dort wollen sie als Farmarbeiter ihr Geld verdienen. Die Dawsons überreden Bill und Cathy, sich ihnen anzuschließen. Auf der Farm wird ihnen eine Hütte zugewiesen. Mit der Zeit finden sie Gefallen an der harten Arbeit und der Gemeinschaft mit den anderen Arbeitern. Für die Zeit nach der Ernte wird Bill eine Arbeit als Schweißer angeboten, die er, weil Cathy schwanger ist, annimmt. In einem Boulevardmagazin findet Johnny einen Bericht über Bill. Henry spielt mit dem Gedanken, Bill auszuliefern und die ausgelobte Belohnung zu kassieren, doch Stella will mit so verdientem Geld nichts zu tun haben. Bill bemerkt eine Veränderung im Verhalten der Dawsons und wird misstrauisch. Sein Misstrauen wächst, als er einen Polizeiwagen vor der Hütte der Dawsons sieht. Stella beruhigt ihn mit der Aussage, dass Henry einen Unfall mit einem Lkw hatte.
Stella erfährt, dass Henry teure Medikamente braucht, die sie sich nicht leisten können. Widerstrebend teilt sie der Polizei Bills Aufenthaltsort mit und hofft, mit der Belohnung die Medikamente kaufen zu können. Immer mehr Polizeiwagen erscheinen vor der Hütte der Nachbarn, was Bill und Cathy zunehmend panisch werden lässt. Cathy gesteht Bill, dass sie es war, die auf George geschossen hat. Bill glaubt ihr nicht und bewaffnet sich mit einer Sense. Um eine Katastrophe zu verhindern, schießt Cathy ihm in die Schulter. Beide werden schließlich festgenommen.
Bill und Cathy wollen sich gegenseitig schützen und gestehen beide, auf George geschossen zu haben. Der Staatsanwalt erklärt, dass George kurz vor seinem Tod ausgesagt hat, Cathy habe in Notwehr gehandelt. Zwar war ihr Verschwinden verdächtig, doch habe die Polizei erst nach Erscheinen des Artikels nach ihnen gesucht, um das entstandene Missverständnis aufzuklären. Der Fall wird geschlossen, Bill und Cathy können ihr neues Leben beginnen.

## Produktion

### Hintergrund
Gedreht wurde der Film vom 3. Januar bis Anfang März 1951 in El Centro, im San Fernando Valley, auf der Warner-Movie-Ranch in Calabasas sowie in den Warner-Studios in Burbank.
Bei einer Kampfszene mit Hugh Sanders brach sich Steve Cochran während der ersten Drehwoche ein Bein. Nach einem kurzen Krankenhausaufenthalt trug er für zwei Wochen einen Gipsverband.

### Stab
Milo Anderson war für das Kostümbild zuständig. Ray Heindorf war der musikalische Direktor. Sherry Shourds arbeitete als Regieassistent.

### Besetzung
In kleinen nicht im Abspann erwähnten Nebenrollen traten Mari Aldon, Morgan Farley, Franklyn Farnum, Vincent Graeff, Emile Meyer, Paul Panzer und Tom Wilson auf.
Philip Carey ist in der Originalversion als Radiosprecher zu hören.

## Synchronisation
Die deutsche Synchronfassung entstand im Auftrag der RIVA Synchron GmbH in München unter der Dialogregie von Charlotte Bertelsmann, die auch das Dialogbuch schrieb.
| Rolle         | Schauspieler  | Deutscher Synchronsprecher |
| ------------- | ------------- | -------------------------- |
| Cathy Higgins | Ruth Roman    | Sigrid Lagemann            |
| Bill Clark    | Steve Cochran | Niels Clausnitzer          |
| Stella Dawson | Lurene Tuttle | Tina Eilers                |
| Henry Dawson  | Ray Teal      | Ernst Konstantin           |
| Hugh Wagner   | Morris Ankrum | Klaus W. Krause            |
| Dan Monroe    | John Kellogg  | Erich Ebert                |
| Lt. Conover   | Hugh Sanders  | Willy Friedrichs           |

## Veröffentlichung
Die Premiere des Films fand am 8. August 1951 in New York statt. In der Bundesrepublik Deutschland kam er am 15. April 1960 in die Kinos, in Österreich im November 1960.

## Kritiken
Der Filmkritiken-Aggregator Rotten Tomatoes hat in einer Auswertung ein Publikumsergebnis von 67 Prozent positiver Bewertungen ermittelt.
Das Lexikon des internationalen Films schrieb: „Nicht immer glaubhaftes Drama, das inszenatorisch weniger überzeugt als darstellerisch.“
Die Filmzeitschrift Cinema befand: „Die guten Darsteller lassen die arg konstruierte Inszenierung verzeihen. Fazit: Spannend und mysteriös bis zum Ende.“
Der Kritiker der The New York Times bemängelte, dass der Film einer alten Formel folge, deren Spannung gekünstelt und offensichtlich sei.